# Скадовські
Скадовські — нащадки польського дворянського роду, представники яких переселилися в Україну.

## Історія роду
Шляхетський рід Скодовських (прізвище яких після переїзду до Російської імперії трансформувалося в Скадовські) бере свій початок від Балтазара Скодовського, якому польський сейм у 1790 р. надав дворянський титул та приписав до герба «Доленга».
В останній чверті 18 століття син Балтазара Скодовського Балтазар Балтазарович Скодовський переїхав до Російської імперії разом зі своїм племінником Яковом Яковичем Скодовським. Балтазар на початку 1795 р. отримав чин підполковника Речі Посполитої і займав посаду Директора Комерції Польської по Чорному морю в Херсоні. Його племінник Яків також служив у цій торговельній компанії, маючи чин майора польських військ. У 1795 р., після третього розділу країни, Станіслав Август Понятовський зрікся польського престолу на користь російської корони. Польські дворяни, що опинилися на території Росії, прийняли її підданство.
Згодом нащадки Балтазара і Якова утворили в Україні дві гілки Скадовських (за назвою губерній, в яких вони оселилися): від Балтазара пішла херсонська гілка, від Якова — таврійська гілка роду Скадовських.

## Херсонська гілка
Засновник херсонської гілки Балтазар Скадовський 1798 р. купив у віце-канцлера графа О. А. Безбородька 12 тис. десятин земельних угідь близько дніпровського лиману. Родовим маєтком Балтазара Скадовського стало село Білозерка (тепер смт Білозерка Херсонської області), що перетворилося з часом з дикого степу в одне з найкращих угідь в нижній Наддніпрянщини.
Відомі представники цієї гілки — Скадовський Микола Львович, український художник, ініціатор і співзасновник Товариства періодичних виставок південно-російських художників в Одесі та його син Скадовський Сергій Миколайович, радянський гідробіолог, творець еколого-фізіологічного напряму в гідробіології.

## Таврійська гілка
Біля витоків Таврійської гілки роду стояв племінник Балтазара Балтазаровича Скодовського, Яків Якович Скодовський. Він був освіченою людиною — в Пиярскому Єзуїтському Колегіумі у Варшаві вивчав математику, географію і володів, крім польської, російською, латинською, англійською, французькою, німецькою, грецькою та італійською мовами. Яків Якович, прийнявши пропозицію адмірала Миколи Семеновича Мордвинова, став
керуючим його Чорнодолинською економією неподалік від містечка Каховка. 3а бездоганну службу граф Мордвинов виділив йому
шосту частину своїх володінь. Згодом Я. Я. Скадовський додав до них ще 12 тисяч десятин. За 40 км від Каховки було засноване їхнє родове село Скадовка з кількома хуторами. З часом С.Б.Скадовський подарував Скадовку та землі навколо неї своїй доньці Єлизаветі, і вона, одружившись із поміщиком із Катеринославської губернії Лубенковим, була господаркою 12 тис. десятин землі на Кінбурнській косі. Лубенков переселив до Скадовки своїх селян-кріпаків з Катеринославської губернії й вони стали першими жителями с.Скадовки, назва якої згодом трансформувалася у Шкадовку. 
Найвідомішим представником херсонської гілки Скадовських став онук Якова Скадовського — Сергій Балтазарович Скадовський — громадський діяч, благодійник, предводитель дворянства Таврійської губернії, засновник міста Скадовська.
С. Б. Скадовський мав чотирьох синів та чотирьох доньок. З дітей пережили революційні часи ХХ ст. лише два сини — Сергій і Олександр.
Скадовський Сергій Сергійович (1892 — 1965). У 1914 році добровольцем вступив до Сергієвського артилерійського училища в Одесі і закінчив його в чині фельдфебеля, після чого воював на Галицькому фронті. Закінчив службу командиром 3 батареї в чині штабс-капітана в 1917 році. У 1918 одружився в Херсоні на Софії Олександрівні Фальц-Фейн. Мав такі ордени: Орден Святої Анни 4 і 3 ступеня, Орден святого Станіслава 4 і 3 ступеня. Син Скадовський Борис Сергійович (* 1921) народився в Швейцарії. Був засновником і першим президентом (1967—1972) Європейського Об'єднання виробників механізації офісів та інформаційної техніки (EUROBIT), а також представником Європейського Об'єднання при Європейській комісії (Брюссель). Пізніше почесний Президент EUROBIT.
Друий син Сергія Балтазаровича Скадовського — Скадовський Олександр Сергійович (1889—1982). Закінчив Політехнічний інститут у Петербурзі. У 1920 р. разом з дружиною емігрували до Румунії. Його син Скадовський Сергій Олександрович (* 1918, Скадовськ) закінчив Політехнічний інститут, за фахом: гірнича справа та металургія. Доктор технічних наук, професор Гірничого інституту в Петрошану (Румунія). Автор 12 технічних книг та понад 30 статей за фахом. Створив журнал «Амбалажур» і був його головним редактором. Віце-президент Бухарестської Асоціації інженерів, член європейської федерації з питань тари, упаковки і т. д. За успішну наукову діяльність отримав шість орденів і медалей, 10 різних відзнак.
Нащадки Олександра Сергійовича Скадовського 1990 року переселилися до Німеччини і зараз мешкають у Берліні.